# Tuilerieënpaleis

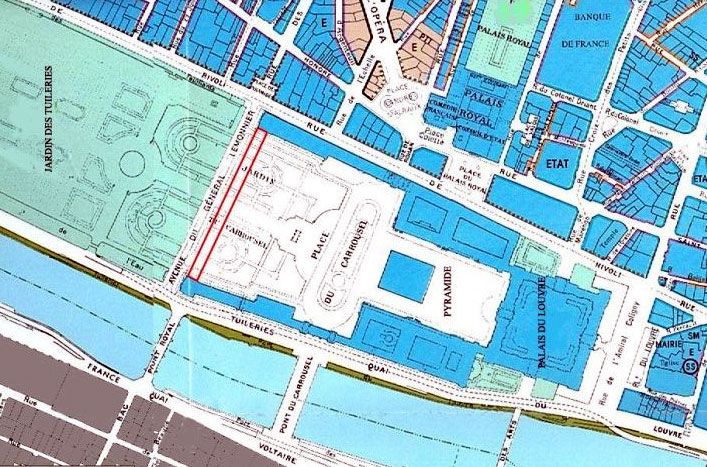
Het rode kader toont de voormalige locatie van het paleis

Het Tuilerieënpaleis of kortweg de Tuilerieën (Frans Palais des Tuileries of les Tuileries), was een paleis in Parijs op de rechteroever van de Seine dat bestond van de 16e tot in de 19e eeuw en meermalen de residentie van koningen en staatshoofden was.
Het paleis had een lengte van 266 meter. Met het nabijgelegen Louvre, waarmee het eerst door één, later door twee galerijen verbonden werd, vormden de Tuilerieën het grootste paleiscomplex van Europa. De galerijen met de twee paviljoenen die aan de uiteinden van het paleis stonden, zijn blijven bestaan. Ze vormen nu het meest westelijke deel van het Louvre. Het paleis zelf, dat zich tussen beide paviljoenen uitstrekte, is volledig verdwenen.
De naam leeft voort in de aanliggende Jardin des Tuileries. De Axe historique, de rechte lijn van lanen door het westen van Parijs, liep dwars door het midden van de Tuilereën.

## Geschiedenis

### Oorsprong
De naam tuileries komt van een werkplaats waar dakpannen (tuiles) werden gemaakt en vlak buiten de 14e-eeuwse omwalling van Parijs, ten westen van het Louvre, dat binnen de stadsmuren lag.
Na de dood van Hendrik II van Frankrijk in 1559 liet zijn weduwe Catharina de' Medici in 1564 op die plaats een kasteel bouwen. Het werd in renaissancestijl gebouwd door de architect Philibert Delorme en na diens dood (1570) voltooid door Jean Bullant.
Het had moeten bestaan uit twee langwerpige gebouwen die loodrecht op de Seine stonden, maar uiteindelijk kwam enkel het westelijke gebouw er. Catharina de' Medici zou er zelf nooit gaan wonen. Volgens een legende weigerde de bijgelovige koningin het kasteel te betrekken nadat haar astroloog haar gezegd had dat ze zou sterven "bij Saint-Germain" en ze dacht aan de nabije Église Saint-Germain-l'Auxerrois.

### Uitbreiding

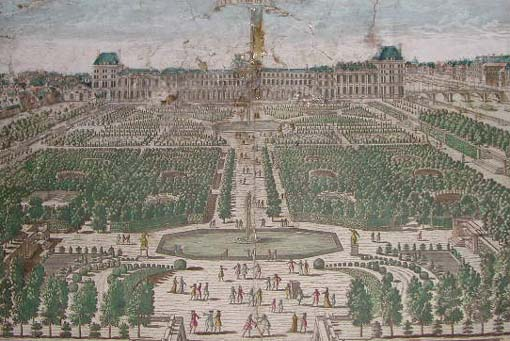
De Tuilerieën - tuin en vroeger paleis achteraan

Koning Hendrik IV van Frankrijk had het plan om de Tuilerieën met het Louvre te verbinden. Daarvoor werd tussen 1607 en 1610 een lange galerij - de Grande Galerie- gebouwd langs de kant van de Seine. Tegelijk werd het paleis naar het zuiden uitgebreid. Op het kruispunt van de nieuwe zuidelijke vleugel met de galerij werd een paviljoen gebouwd, later bekend als het Pavillon de Flore.
Na de dood van Hendrik IV gebeurde er niets met de Tuilerieën totdat zijn kleinzoon Lodewijk XIV het paleis opnieuw liet uitbreiden (1659-1666). Om de symmetrie van het gebouw te herstellen liet hij door zijn architecten Louis Le Vau en François d'Orbay een uitbreiding naar het noorden bouwen met op het uiteinde een tegenhanger voor het Pavillon de Flore (later Pavillon de Marsan genoemd). In die nieuwe noordelijke vleugel werd een toneelzaal ingericht, bekend als de Salle des Machines, zo genoemd vanwege de indrukwekkende toneelmachinerie.
De oude stadsmuur en gracht tussen beide paleizen verdwenen volledig en maakten plaats voor een effen plein, de place du Carrousel.
Tegelijk werd het centrale deel herbouwd in classicistische stijl en sterk vergroot, met in het midden een indrukwekkende koepel. Daarmee kreeg het gebouw zijn definitieve vorm. Andere plannen, onder meer van Gian Lorenzo Bernini om ook aan de noordkant een galerij te bouwen, werden niet uitgevoerd.

### Gebruik onder hetancien régime
Aanvankelijk werd het paleis slechts sporadisch door de Franse koningen gebruikt. Van 1638 tot 1652 was het de residentie van de Grande Mademoiselle Anne Marie Louise van Orléans, de nicht van Lodewijk XIV. Hijzelf verbleef er tussen 1664 en 1667 en gebruikte het afwisselend met het Louvre, voordat hij vertrok naar het Kasteel van Versailles.
Meteen na de dood van Lodewijk XIV (1715) verplaatste de regent Filips van Orléans, die regeerde voor de minderjarige Lodewijk XV, het hof van Versailles naar de Tuilerieën, om dichter bij het volk te kunnen zijn. Maar in 1722 besliste de Regent om opnieuw naar Versailles uit te wijken.
Vanaf toen kwam de Franse koning alleen nog in de Tuilerieën als hij in Parijs wat te doen had. Dit kwam in de loop der jaren steeds minder voor. Het paleis stond voor een groot deel leeg. Enkele onderdelen werden bewoond door hovelingen, kunstenaars en andere personen die er als gunst van de koning gehuisvest werden. De Salle des Machines werd van 1764 tot 1770 gebruikt door de Opera van Parijs en vervolgens (1770-1782) door de Comédie-Française.

### Tijdens de Franse Revolutie

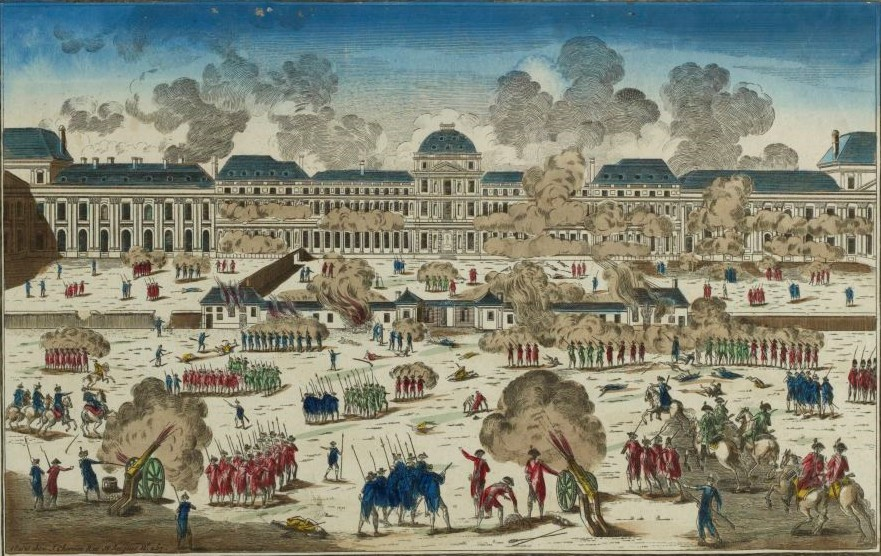
De bestorming van de Tuilerieën op 10 augustus 1792, Museum van de Franse Revolutie.

Op 10 oktober 1789 werd koning Lodewijk XVI gedwongen om met zijn gezin Versailles te verlaten en zich in Parijs te vestigen. De koning, zijn vrouw Marie Antoinette en hun twee kinderen, net als zijn zuster Elisabeth, gingen in diverse delen van het paleis wonen. Er werden meubels van Versailles overgebracht. Zeker na de mislukte vlucht naar Varennes werden ze er bewaakt.
Op 10 augustus 1792 werd het paleis bestormd door een menigte die zich tegen de koning keerde. De koninklijke familie was toen al weggevlucht, maar in de onlusten werden 600 leden van de Zwitserse Garde gedood. Die gebeurtenis was een belangrijke stap in de val van het koningschap.
Op 10 mei 1793 nam de Nationale Conventie (de revolutionaire volksvertegenwoordiging) haar intrek in het paleis, dat omgedoopt werd tot Palais national en voorzien van republikeinse symbolen. De Conventie vergaderde in de Salle des Machines. Het Comité de salut public – die de feitelijke regering vormde – vestigde zich in de zuidervleugel.
Onder het Directoire (1795-1799) was het paleis de zetel van de Raad van Ouden, een van de wetgevende kamers.
Begin 1800, vlak na de instelling van het Consulaat, werden de Tuilerieën aan de drie consuls toegewezen. Eerste consul Napoleon Bonaparte installeerde zich in de voormalige koninklijke appartementen. De derde consul, Charles-François Lebrun, bewoonde het Pavillon de Flore, terwijl de tweede consul een ander gebouw in Parijs betrok.

### Vorstelijke residentie
Na de instelling van het Eerste Franse Keizerrijk werden de Tuilerieën de zetel van het keizerlijk hof, hoewel Napoleon regelmatig in andere residenties rond Parijs verbleef, zoals Malmaison of het kasteel van Saint-Cloud.
Napoleon liet een deel van het paleis herinrichten in Empirestijl. De Salles des Machines werd opnieuw een toneelzaal. Hij liet voor de ingang de Arc de Triomphe du Carrousel bouwen. Ook liet hij aan de noordkant, als tegenhanger van de Grande Galerie langs de Seine, een galerij aanleggen langs de nieuw aangelegde rue de Rivoli, Die galerij liep echter (nog) niet tot aan het Louvre.
Het is in de Tuilerieën dat Napoleons zoon, met de titel 'Koning van Rome' als troonopvolger, werd geboren in 1811.
Na de val van Napoleon en de Restauratie van de Bourbons bleven de Tuilerieën in gebruik als koninklijke paleis. Napoleon zou tijdens zijn kortstondig regime van de Honderd Dagen (1815) het Élysée verkiezen boven de Tuilerieën.
Koning Lodewijk XVIII was de enige monarch die in de Tuilerieën overleed (1824). Zijn broer en opvolger Karel X werd er in 1830 tijdens de Julirevolutie verdreven, toen het paleis voor de tweede keer in zijn bestaan werd bestormd en geplunderd.
Meer dan een jaar later, in september 1830 nam de nieuwe "burgerkoning" Louis Philippe op zijn beurt zijn intrek in het paleis, op aandringen van de regering (hij woonde daarvoor in het nabijgelegen Palais-Royal, dat zijn privé-eigendom was). Hij liet een grote centrale trap in het paleis aanleggen.
Op 24 februari 1848 werd het paleis opnieuw bestormd. De Zwitserse garde nam nu de benen. De koninklijke familie werd opnieuw verdreven en het paleis werd voor de derde keer geplunderd.
De Tuilerieën werden een tijd een tehuis voor oorlogsinvaliden. Maar begin 1852 nam de "prins-president" Lodewijk Napoleon Bonaparte er zijn intrek. Eind dat jaar liet hij zich tot keizer Napoleon III proclameren en kwam er opnieuw een heuse hofhouding in het paleis.
Napoleon III liet grote werken uitvoeren. Met de hulp van de architect Louis Visconti voltooide hij het plan van Hendrik IV om Louvre en Tuilerieën tot harmonieus geheel te maken. Na afbraak van de laatste gebouwen die in de weg stonden werd noordelijke galerij doorgetrokken tot het Louvre, dat nu langs twee kanten met de Tuilerieën was verbonden.
Rond 1870 waren de werken afgelopen. Het grandioze complex zou maar een kort leven beschoren zijn. In september van dat jaar werd Napoleon III gevangen genomen na de slag bij Sedan. Toen daarop opnieuw een volksopstand losbrak, moest keizerin Eugénie via de Grande Galerie vluchten.

### Het einde
Tijdens de Commune van Parijs werden de zalen van de Tuilerieën gebruikt voor feesten en concerten. Op 23 mei 1871, tijdens het neerslaan van de Commune, plaatsten een dertigtal communards buskruit en brandbaar materiaal op diverse plaatsen van het paleis, goten petroleum op de muren en staken het in brand. De Tuilerieën zouden drie dagen branden. Na afloop van de brand stonden alleen nog de muren recht.
Nadien deden verscheiden architecten voorstellen om het paleis te herstellen, onder meer Eugène Viollet-le-Duc. De regering keurde een plan goed om enkel het centrale gedeelte, dat overeenstemde met het paleis van Catharina de' Medici, te restaureren. Charles Garnier achtte de technische problemen echter te groot en wilde een nieuw gebouw oprichten. Uiteindelijk koos het parlement voor afbraak, wellicht ook omdat de republikeinse meerderheid weinig respect voelde voor de voormalige vorstelijke residentie.
In 1883 werden de ruïnes gesloopt. Enkel het Pavillon de Flore en het Pavillon de Marsan werden gerestaureerd.
De overblijfselen van het paleis belandden op de meest diverse plaatsen. Met een groot deel van de stenen werd het kasteel van La Punta in Alata (nabij Ajaccio op Corsica) gebouwd.

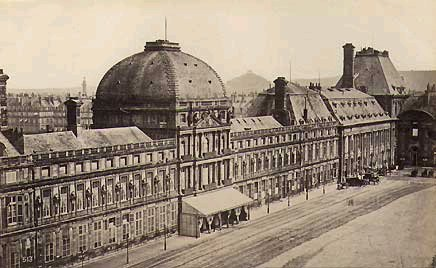
Tuilerieënpaleis voor 1871
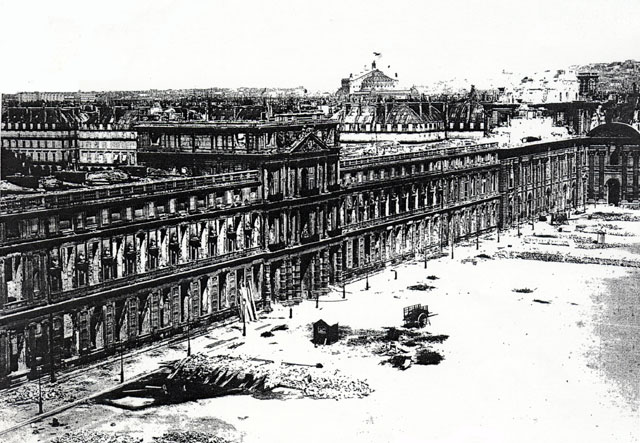
Tuilerieënpaleis na 1871

## Herbouw
Sinds de afbraak zijn er voorstellen geweest om het paleis terug op te bouwen. Verscheidene regeringen hebben de zaak laten bestuderen. President Charles de Gaulle, die er een presidentieel paleis wilde van maken, stond een tijd achter het idee.
In 2002 is een nationaal comité voor de heropbouw van de Tuilerieën opgericht, op initiatief van onder meer de schrijver Maurice Druon, dat concrete plannen heeft uitgewerkt.
Het nieuwe paleis zou bijvoorbeeld kunnen dienen om een deel van de kunstcollecties van het Louvre in onder te brengen. Een esthetisch argument is dat de voorgevel van het paleis loodrecht stond op de historische as van Parijs. Gezien vanuit de Avenue des Champs-Élysées gaf die voorgevel een volmaakt symmetrisch beeld. Door het verdwijnen van de Tuilerieën is die symmetrie verstoord, want het achterliggende Louvre, dat nu zichtbaar is geworden, ligt niet loodrecht op de as.
De originele tekeningen van de Tuilerieën zijn bewaard gebleven. Het paleis is vlak voor de verwoesting gefotografeerd en een groot deel van de meubels is nog altijd beschikbaar.
De overheid, zowel de staat als de stad Parijs, heeft zich uiteindelijk tegen de plannen verzet, na advies van kunsthistorici. Die vinden het absurd een gebouw na te maken dat al meer dan een eeuw niet meer bestaat. Het project zou meer dan 300 miljoen euro kosten, terwijl er onvoldoende geld is om het bestaande Franse kunstpatrimonium in stand te houden. En voor sommigen zijn de Tuilerieën een symbool van de monarchie gebleven.